# Šesta lička divizija NOVJ-a
Šesta lička proleterska divizija NOVJ-a formirana je 22. studenog 1942. godine naredbom Vrhovnog štaba NOV-a i POJ-a od Prve, Druge i Treće ličke brigade. Do 11. studenog 1943. godine bila je u sastavu Prvog hrvatskog korpusa, odnosno Četvrtog korpusa, a zatim u sastavu Prvog proleterskog korpusa NOVJ-a.
U prosincu 1944., u sastavu divizije formirana je i Artiljerijska brigada Šeste divizije.

## Ostali nazivi
- Šesta hrvatska divizija
- Šesta lička divizija
- Šesta proleterska divizija „Nikola Tesla“

## Borbeni put Šeste divizije
Divizija je u prvom periodu nakon osnivanja sudjelovala u operacijama Prvog bosanskog korpusa u donjem toku Une. Tijekom prosinca i prve polovine siječnja 1943. godine izvodila je napade na talijanske, ustaške i četničke posade u Lici i sjevernoj Dalmaciji.
Tijekom operacije „Weiss I“ divizija je uspješno suzbila i ograničila talijanske divizije „Re“ i „Sassari“, i u kontraudaru potukla dijelove divizije "Sassari" u Lapačkom polju, opkolila ih i nanijela im teške gubitke. Nakon toga je, zajedno s brigadama Osme kordunaške divizije preuzela inicijativu u svoje ruke i likvidirala sve neprijateljske posade u Lici osim Gospića. Pokušaj likvidacije ustaša u gospićkom garnizonu početkom svibnja završio je neuspjehom.
Studenog 1943., divizija je prešla u Bosnu, gdje je do kolovoza 1944. godine u sastavu Prvog proleterskog korpusa sudjelovala u intenzivnim borbenim operacijama. Tijekom srpnja i kolovoza probijala se prema Srbiji pod snažnim njemačkim pritiskom koji je kulminirao u operaciji „Rübezahl“ (početak strateškog povlačenja Nijemaca iz Srbije, nakon poraza u Rumunjskoj i Bugarskoj) tijekom kolovoza. Vještim manevrom, Prva i Šesta divizija uspjele su otkloniti pritisak operativne grupe Druge oklopne armije i krenule u prodor u Srbiju. Tijekom prodora kroz Srbiju razbijaju četničku Četvrtu grupu jurišnih korpusa, dijelove Srpskog dobrovoljačkog korpusa i slabije njemačke jedinice, oslobađaju Valjevo i uključuju se u Beogradsku operaciju.
Šesta lička divizija je uz Trinaestu proletersku brigadu prva jugoslavenska jedinica koja je pod borbom prešla most na rijeci Savi, 20. listopada 1944. godine i preko Zemuna nastavila nastupanje kroz Srijem. Tijekom borbi na Srijemskom bojištu početkom studenog pretrpjela je teške gubitke, pa je izvučena u pozadinu radi popune, odmora, obuke i sređivanja jedinica.
Na Srijemski front divizija se vratila ojačana i popunjena novim regrutima, s 22. srpskom (od 8. listopada 1944.) i Artiljerijskom brigadom (od prosinca 1944.) u svom sastavu. Sudjelovala je u proboju Srijemske fronte i oslobađanju Đakova i Slavonskog Broda, a 9. svibnja ušla je u Zagreb. Nakon bitke protiv fašističkih snaga koje su se povlačile iz Zagreba u Gračanima na području Zagrebačke gore pokraj Zagreba koja se odvijala nakon službene kapitulacije Nacističke Njemačke njeni pripadnici likvidirali su nepoznat broj zarobljenika i civilia u Gračanima.
Ukazom Vrhovnog štaba od 19. ožujka 1944. godine divizija je za postignute uspjehe proglašena proleterskom i dobila naziv Šesta proleterska divizija „Nikola Tesla“. Sve tri brigade koje su pri formiranju divizije bile u njenom sastavu proglašene su za proleterske i odlikovane Ordenom narodnog heroja.

## Vanjske poveznice
- 6. lička proleterska divizija Nikola Tesla - Vojska.net
- 6th Lika Proletarian Division "Nikola Tesla" - Vojska.net